# Jean-Pierre Dardenne
Jean-Pierre Dardenne (Engis, 21 april 1951) is een Belgisch filmregisseur. Al zijn films heeft hij samen met zijn jongere broer Luc Dardenne gemaakt.
Met de film Rosetta wonnen de gebroeders Dardenne de Gouden Palm op het Filmfestival in Cannes in 1999. In 2005 wonnen ze deze prijs opnieuw met hun film L'enfant.
Daarnaast wonnen ze voor Le Silence de Lorna in 2008 de scenarioprijs en in 2011 de Grand prix voor Le Gamin au vélo.
Dardenne was voorzitter van de categorie Cinéfondation tijdens het filmfestival van Cannes in 2012. Hij volgde daarmee mensen als Atom Egoyan, Martin Scorsese en Michel Gondry op.

## Filmografie
- 1987: Falsch
- 1992: Je pense à vous
- 1996: La Promesse
- 1999: Rosetta
- 2002: Le Fils
- 2005: L'Enfant
- 2008: Le Silence de Lorna
- 2011: Le Gamin au vélo
- 2014: Deux jours, une nuit
- 2016: La Fille inconnue
- 2019: Le jeune Ahmed
- 2022: Tori et Lokita
- 2025: Jeunes mères